# Because Music
Because Music es una compañía discográfica independiente francesa fundada en el 2005 por el productor argelino-francés Emmanuel de Buretel y que hasta la fecha sigue activo.
La discográfica cuenta con una variedad de músicos incluido Manu Chao, Uffie, The Beta Band, Nortec Collective, entre muchos otros.
En el 2017 Because Music adquirió algunos derechos de algunos artistas de las discográficas Warner Music Group y London Records, para poder utilizarlos en la discográfica.

## Algunos artistas de la discográfica
- Django Django
- Les Rita Mitsouko
- Manu Chao
- Metronomy
- Nortec Collective (México)
- Ratatat
- The Beta Band
- Uffie
- Shygirl